# Sainte-Gemme (Tarn)
Sainte-Gemme – miejscowość i gmina we Francji, w regionie Oksytania, w departamencie Tarn. Nazwa miejscowości pochodzi od imienia św. Gemmy.
Według danych na rok 1990 gminę zamieszkiwały 772 osoby, a gęstość zaludnienia wynosiła 38 osób/km² (wśród 3020 gmin regionu Midi-Pireneje Sainte-Gemme plasuje się na 428. miejscu pod względem liczby ludności, natomiast pod względem powierzchni na miejscu 546.).